# 鄭良士
鄭良士（856年—930年），初名昌士，字君夢。仙溪（今福建仙游）人。
郑淑之後裔。生性沉默寡言，博學，酷爱诗文。广明、龙纪年間，策试屢不中。景福二年（893年）向朝廷獻詩五百篇，得到昭宗賞識，授國子四門博士，升遷為康州（今广东德庆县）刺史、恩州（今广东省阳江、恩平）刺史，兼御史中丞。天復元年（901年）棄官歸隱於白岩故墅。
貞明元年（915年）王審知賞識其才華，授八闽署、馆、驿巡官，不久升任建州判官。再任威武军节度书记。终官左散骑常侍兼御史大夫。长兴元年（930年）卒，享年七十五。有《白岩集》十卷，《中垒集》五卷，皆失传。《全唐诗》卷七二六存其诗三首。《全唐诗补编·续拾》卷三四补诗二首。